# Ford Doolittle
W. Ford Doolittle (né le 30 novembre 1941 à Urbana dans l'Illinois) est un biochimiste américain.
En 2014, il est professeur émérite de biochimie à l'université Dalhousie, à Halifax (Nouvelle-Écosse), au Canada.

## Biographie
Il reçoit son BA en sciences biochimiques à l'Université Harvard en 1963 puis son PhD (philosophiæ doctor, doctorat) à l'Université Stanford en 1967.
Depuis son arrivée à l'université Dalhousie, en 1971, au sein du département de biochimie et biologie moléculaire à la Faculté de Médecine, le Dr Doolittle a réalisé nombre de contributions dans l'étude des cyanobactéries, relevant des preuves accréditant la thèse de l'endosymbiose ainsi que l'hypothèse de l'origine des chloroplastes. Il développa aussi une base théorique concernant les conditions initiales de l'évolution des eucaryotes. Il démontra dans ce cadre l'importance des transferts horizontaux de gènes dans l'évolution des procaryotes.
En 1981, il acquiert une certaine notoriété pour son article publié dans The CoEvolution Quarterly intitulé « Is Nature Really Motherly? », qui est une réponse à l'hypothèse Gaïa formulée par James Lovelock.  Cet article est souvent cité par les détracteurs du modèle Gaïa.
En raison de ses réflexions à tendance philosophique dans lesquelles il nie l'idée d'un « arbre de vie » (ou « arbres phylogénétiques ») incluant toutes les formes de vie, les thèses de Doolittle ont été citées comme argument d'autorité par des médias en faveur du dessein intelligent. Doolittle affirme en effet que cette métaphore ne représente pas correctement l'évolution du vivant. Mais Doolittle ne soutient pas le dessein intelligent, l'arbre de la vie et l'existence d'un ancêtre unique n'étant pas des composantes essentielles de la théorie de l'évolution.
Doolittle possède également une licence en art, reçue au Nova Scotia College of Art and Design.
Le 30 juin 2025, il est nommé compagnon de l'Ordre du Canada,.